# Avstro-Ogrski kompromis
Avstro-Ogrski kompromis (nemško Ausgleich, madžarsko Kiegyezés) je bil politični dogovor, sklenjen leta 1867, ki je vzpostavil dvojno Avstro-Ogrsko monarhijo. S kompromisom se je končala 18 let dolga avstrijska vojaška diktatura in absolutistična vladavina na Ogrskem, ki jo je po madžarski revoluciji leta 1848 uvedel Franc Jožef I. Kompromis je delno ponovno vzpostavil nekdanjo suverenost  Kraljevine Ogrske, ki je ostala član, ampak ne več podložnik Avstrijskega imperija. Kompromis je obnovil tudi staro zgodovinsko ustavo Kraljevine Ogrske.
Ogrski politični voditelji so imeli med pogajanji dva glavna cilja. Prvi je bil  ponovno pridobiti tradicionalni pravni in politični status madžarske države, ki je bil izgubljen po madžarski revoluciji (1848). Drugi cilj je bil obnoviti vrsto reformnih zakonov revolucionarnega parlamenta iz leta 1848, ki so temeljili na 12 točkah in so na Ogrskem vzpostavile sodobne državljanske in politične pravice ter gospodarske in družbene reforme. Franc Jožef I. je obnovil celo aprilske zakone Ogrskega  revolucionarnega parlamenta, razen zakonov, ki so temeljili na 9. in 10. točki.
S kompromisom so bile dežele Habsburške hiše reorganizirane kot realna unija  Avstrijskega cesarstva in Kraljevine Ogrske na čelu z enim monarhom, ki je v avstrijski polovici cesarstva vladal kot avstrijski cesar in v ogrski polovici kot ogrski kralj. V cislajtanskih (avstrijskih) in translajtanskih (ogrskih) deželah sta vladala ločena parlamenta in ministrska predsednika. 
Državi sta vodili enotno zunanjo diplomatsko in obrambno politiko. V te namene sta imeli skupna  ministra  za zunanje zadeve in obrambo pod neposrednim nadzorom monarha. Tretje skupno ministrstvo je bilo odgovorno za finance skupnih portfeljev.
Kompromis je bil med etničnimi Madžari zelo nepriljubljen, ker na madžarskih parlamentarnih volitvah niso glasovali za vladajoče prokompromisne stranke. Sklenitev Avstro-Ogrskega kompromisa, torej tudi ustanovitev Avstro-Ogrske, je bila večinoma rezultat priljubljenosti prokompromisne vladajoče Liberalne stranke med volivci etničnih manjšin v Kraljevini Ogrski.
Po besedah avstrijskega cesarja Franca Jožefa I.  "… smo se za kompromis dogovorili trije: Deák, Andrássy in jaz."

## Določila
- Obnovljena je bila stara zgodovinska ustava Ogrske.
- Ponovno je bil ustanovljen Ogrski parlament, ki je bil na Ogrskem zakonodajna oblast od 12. stoletja, kakršen je bil pred letom 1848. Vsak del monarhije je imel svojo vlado, ki jo je vodil lastni premier. "Dvojno monarhijo" so sestavljali kralj cesar, skupna ministra za zunanje zadeve, obrambo in finančno ministrstvo samo za potrebe skupne armade, mornarice in diplomatske izdatke.
- Na ozemlju Kraljevine Ogrske so bili obnovljeni ogrski pravni sistem in ogrski zakoni.[6] Med pogajanji o kompromisu je cesar ponovno sprejel celo aprilske zakone Ogrskega  revolucionarnega parlamenta, razen zakonov, ki so temeljili na 9. in 10. točki.
- Obnovljen je bil tradicionalno neodvisen in ločen ogrski sodni sistem.
- Avstro-Ogrska kot skupna entiteta ni imela nobene zakonodajne in sodne oblasti, ker ni imela skupnega parlamenta. Skupne diplomatske in vojaške zadeve so vodile delegacije Cesarskega sveta in Ogrskega parlamenta. Delegacije so imele 60 članov Cesarskega sveta in 60 članov Ogrskega parlamenta. Razmerja političnih frakcij v delegacijah so bila natančen odraz stanja v njihovih parlamentih. Člani delegacij obeh parlamentov niso imeli pravice govora, razpravljanja in uvajanja novih idej, tako da niso bili nič drugega kot podaljšana roka njihovih parlamentov. Edina funkcija delegatov je bila prenos glasov v skladu s predhodno sprejetimi odločitvami njihovih političnih frakcij iz avstrijskega in ogrskega parlamenta. Vse skupne odločitve je moral avstrijski parlament ratificirati na avstrijskem ozemlju, ogrski parlament pa   na ozemlju Kraljevine Ogrske.[7]
- Ustanovljeno je bilo  skupno ministrstvo za zunanje zadeve, pristojno za diplomacijo in zunanjo politiko.
- V Avstro-Ogrski ni bilo skupnega državljanstva; posameznik je lahko bil avstrijski ali ogrski  državljan, nikoli pa ne državljan obeh entitet.[8] Avstro-Ogrska je uporabljala dva ločena potna lista: avstrijskega in ogrskega. Skupnega potnega lista ni bilo.[9]
- Ustanovljeno je bilo skupno finančno ministrstvo, vendar samo za izdatke skupne vojske, mornarice in diplomatske službe ter izdajo bankovcev. Vodil ga  je skupni finančni minister. Za vse druge izdatke sta bila pristojna avstrijski  finančni  minister  v Avstrijskem cesarstvu in ogrski  finančni minister v Kraljevini Ogrski. Avstrijski finančni minister je bil podrejen samo predsedniku avstrijske vlade,  ogrski finančni minister pa samo predsedniku ogrske vlade.
- Monetarni in gospodarski  pogoji kompromisa in carinske unije so vsakih deset let postali predmet novih pogajanj.
- Avstrija in Ogrska sta bili kljub temu, da sta imeli skupno valuto, fiskalno suvereni in neodvisni entiteti.[10]
- Mednarodne trgovinske pogodbe in trgovinske sporazume sta Avstrija in Ogrska sklepali neodvisno kot neodvisni državi.[11] Za tovrstne sporazume skupno finančno ministrstvo ni bilo pristojno.
- Obnovljeno je bilo Kraljevo ogrsko domobranstvo (Honvéd) in ustanovljeno Cesarsko domobranstvo (Landwehr). Skupno vojsko, večjo od obeh domačih, sta financirali obe državi. Ustanovljeno je bilo tudi skupno ministrstvo za obrambo,  ki ni imelo  pravice neposredno poveljevati niti Landwehru niti  Honvédu, ker sta bila pod neposrednim nadzorom ločenih avstrijskih in ogrskih  ministrstev za obrambo.  Avstrijski in ogrski obrambni minister nista bila pod poveljstvom in pristojnostjo skupnega vojnega ministrstva. Podrejena sta bila svojima ministrskima predsednikoma in parlamentoma na Dunaju oziroma Budimpešti.[12]
- Ogrska je prevzela velik del visokega avstrijskega državnega dolga.[13]
- Kralj je postal vrhovni vojskovodja in imel vso oblast nad strukturo, organizacijo in upravo vojske. Imenoval je visoke uradnike, imel je pravico napovedati vojno in biti vrhovni poveljnik vojske.
- Imel je pravico razglasiti izredno stanje v državi.
- Imel je pravico do predhodne privolitve na vsak predlog zakona, ki ga je Svet vlade želel poslati Državnemu zboru. Imel je pravico veta na vsak zakon, ki ga je sprejel Državni zbor.
- Imel je pravico razpustitve Nacionalnega parlamenta.
- Imel je pravico imenovati in razreševati člane Sveta vlade.

Kompromis je pomenil veliko zmanjšanje ogrske suverenosti in samostojnosti, tudi v primerjavi s statusom quo pred letom 1848.